# Cricetulus kamensis
Espèce
Statut de conservation UICN

 LC  : Préoccupation mineure
Le Hamster tibétain (Cricetulus kamensis) est une espèce de rongeur de la famille des Cricétidés. Ce hamster est endémique de Chine.

## Répartition et habitat
Cette espèce est présente dans les provinces du Gansu, Qinghai, Tibet et Xinjiang. On la trouve entre 3 300 et 4 100 m d'altitude. Elle vit dans les prairies, les steppes et les marais de montagne.